# Cầu Bir-Hakeim
Cầu Bir-Hakeim (tiếng Pháp: Pont de Bir-Hakeim) hay tên cũ là Cầu Passy (Pont de Passy) là một cây cầu bắc qua sông Seine thuộc địa phận Paris, Pháp. Cây cầu này nối liền khu Passy (thuộc quận 16) ở bờ phải với khu Bir-Hakeim ở bờ trái (thuộc quận 15). Công trình này được xếp hạng là di tích lịch sử của Pháp ngày 10 tháng 7 năm 1986.
| Métro Paris | Bến tàu điện ngầm: Passy hoặc Bir-Hakeim |

## Lịch sử
Năm 1878 cây cầu đầu tiên được xây dựng tại vị trí của cầu Bir-Hakeim ngày nay, đó là một cầu đi bộ nhỏ có tên Cầu Passy. Từ năm 1903 đến năm 1905 cây cầu này được xây dựng lại năm 1905 dưới sự giám sát của Louis Biette, được trang trí bởi kiến trúc sư Camille-Jean Formigé (Kiến trúc sư trưởng Paris) và do công ty Daydé & Pillé thi công. Năm 1948 cầu được đổi tên thành Cầu Bir-Hakeim để tưởng niệm trận Bir Hakeim (Lybia, 1942) nơi lực lượng Pháp do tướng Kœnig chỉ huy đã thiệt hại 140 lính.
Cầu Bir-Hakeim có 2 tầng, 1 tầng cho người đi bộ và ô tô, tầng phía trên dành cho tuyến số 6 của tàu điện ngầm Paris. Phần cầu cạn phía trên này được đỡ bởi một hàng cột kim loại và một vòm gạch trung tâm (tại đoạn cắt qua Île aux Cygnes). Tại vòm gạch này người ta đặt 4 bức tượng bằng đá: Bức "La Science et Le Travail" của Jules Coutan ở phía thượng lưu, bức "L'Électricité et Le Commerce" của Jean-Antoine Injalbert ở phía hạ lưu, ở tầng dưới là bức "La France renaissante" của Wederkinch (do Hoàng gia Đan Mạch tặng chính phủ Pháp năm 1930). Cũng tại đoạn cắt qua Île aux Cygnes người đi bộ có thể xuống hòn đảo này để thăm bản sao của tượng Nữ thần Tự do và quay trở lại bờ bằng một cây cầu khác, cầu Grenelle. Các trụ cầu được trang trí bằng các bức tượng của Gustave Michel. Người ta đặt dọc cầu rất nhiều bia tưởng niệm, phần lớn là dành cho các binh lính Pháp đã thiệt mạng ở châu Phi trong thời gian Thế chiến thứ hai.

## Hình ảnh

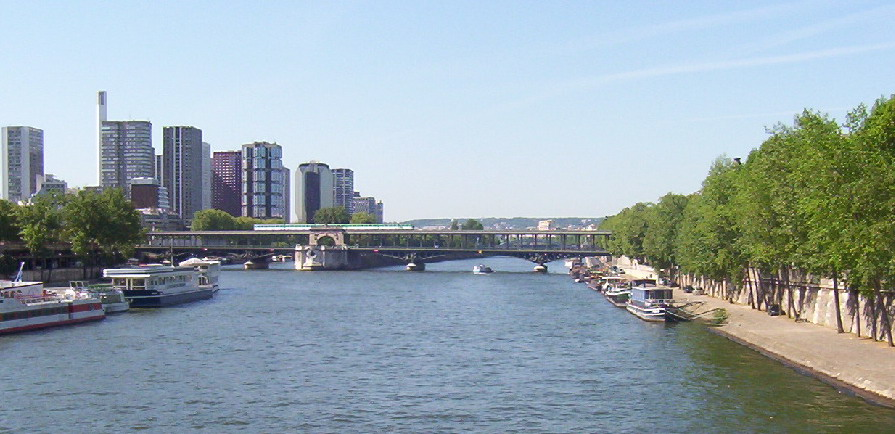
Nhìn từ cầu Iéna vào mùa xuân
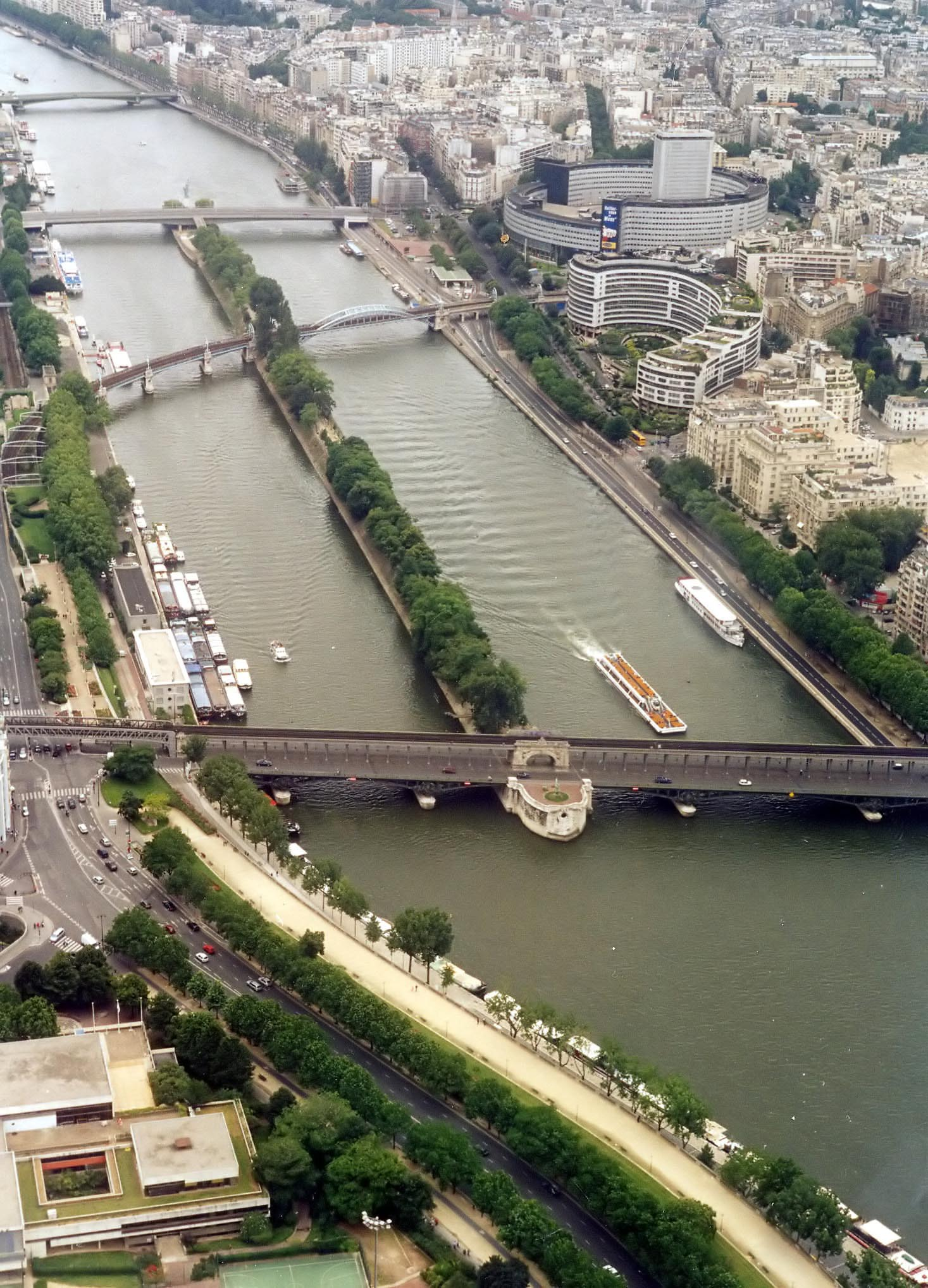
Nhìn từ trên không, cầu dưới cùng là Bir-Hakeim
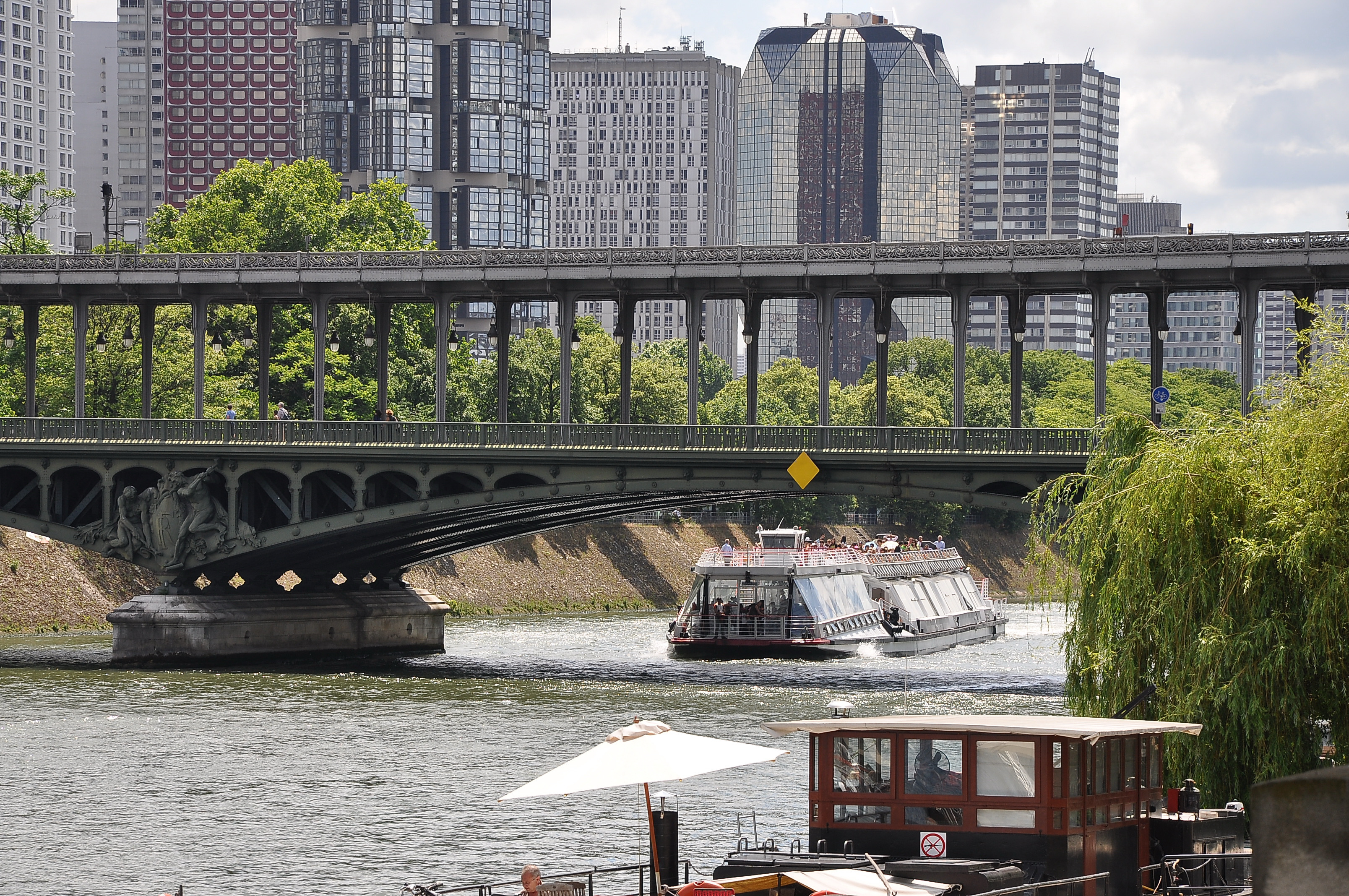
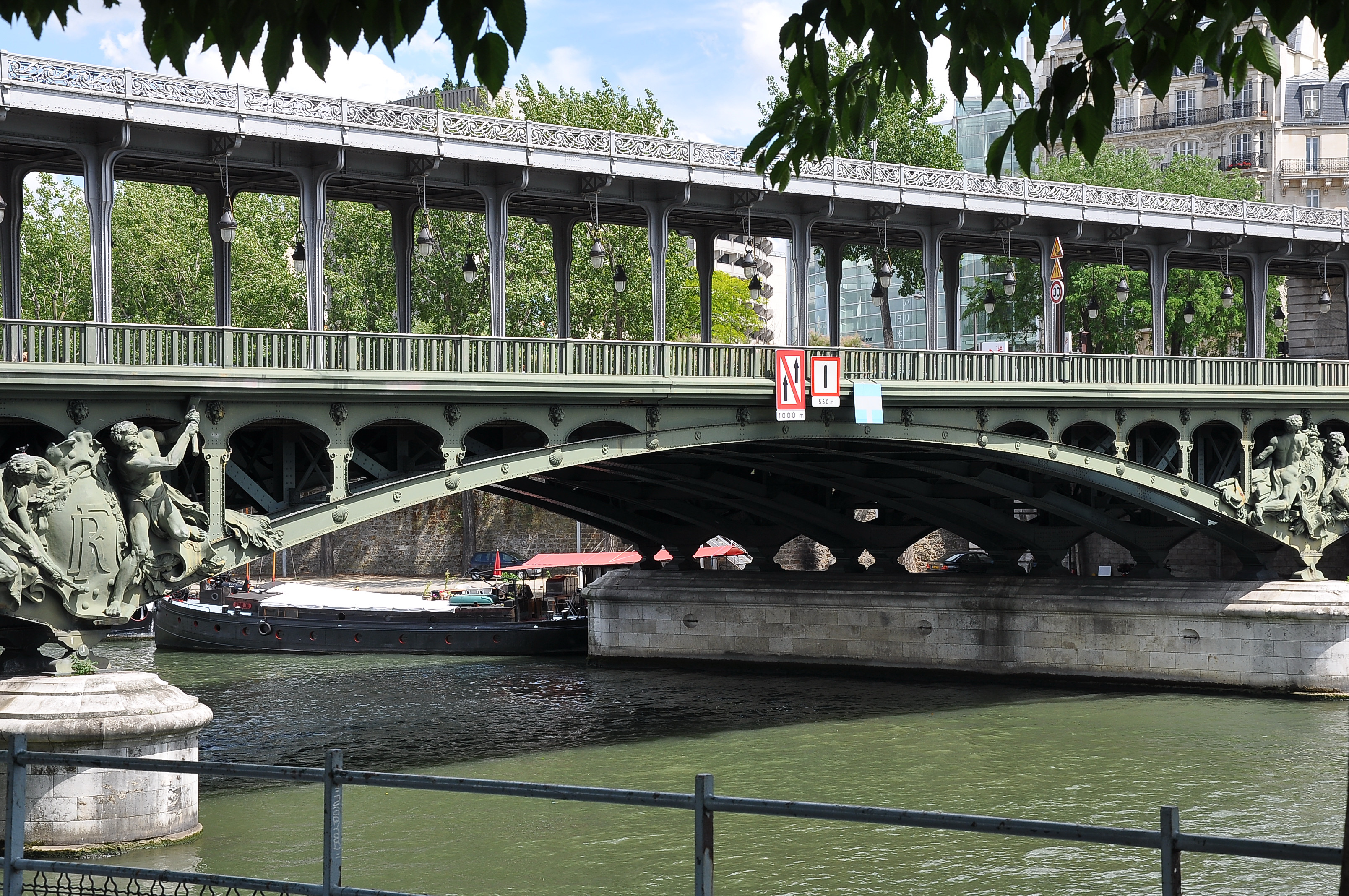
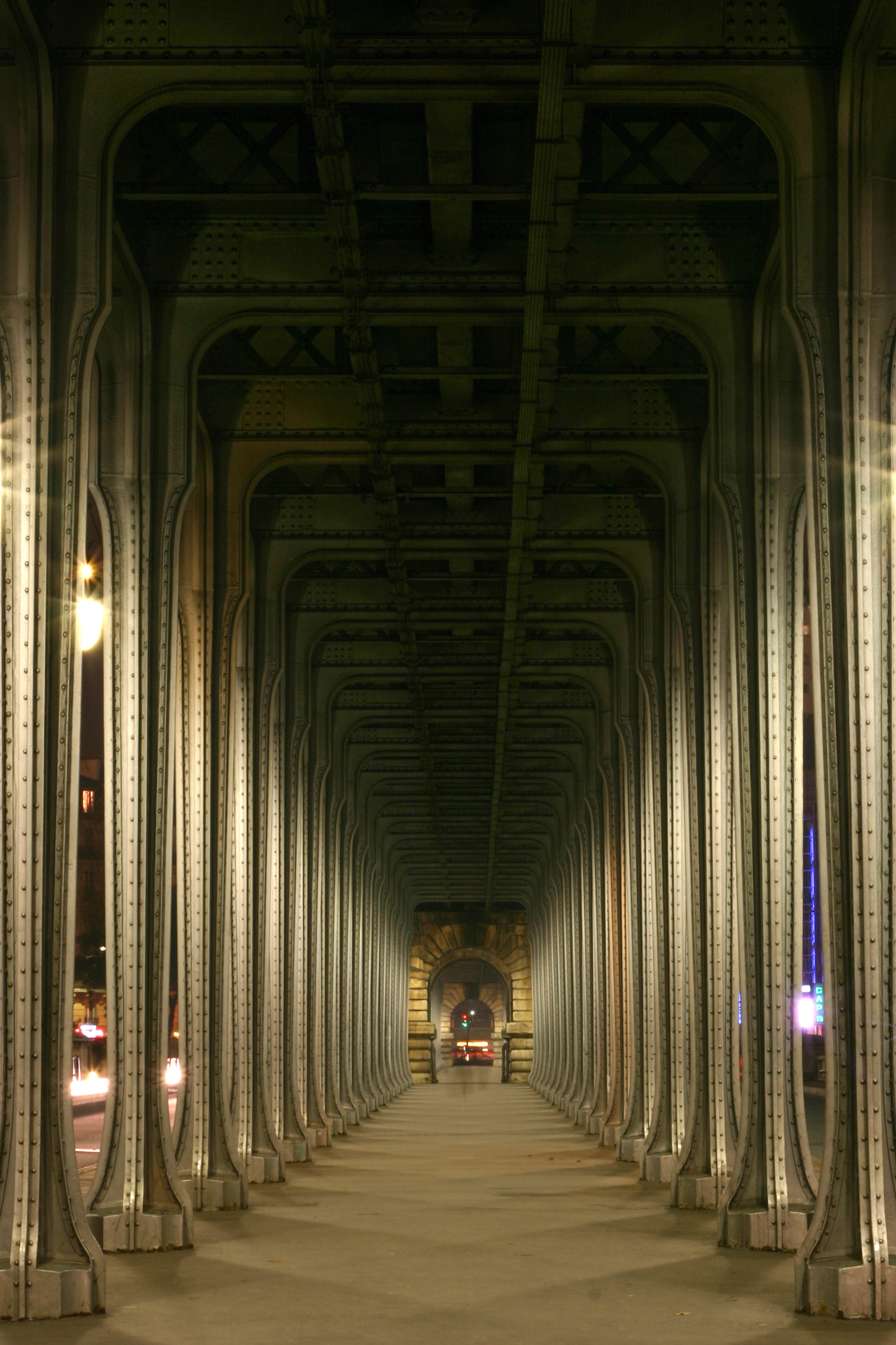
Phía dưới của cầu cạn
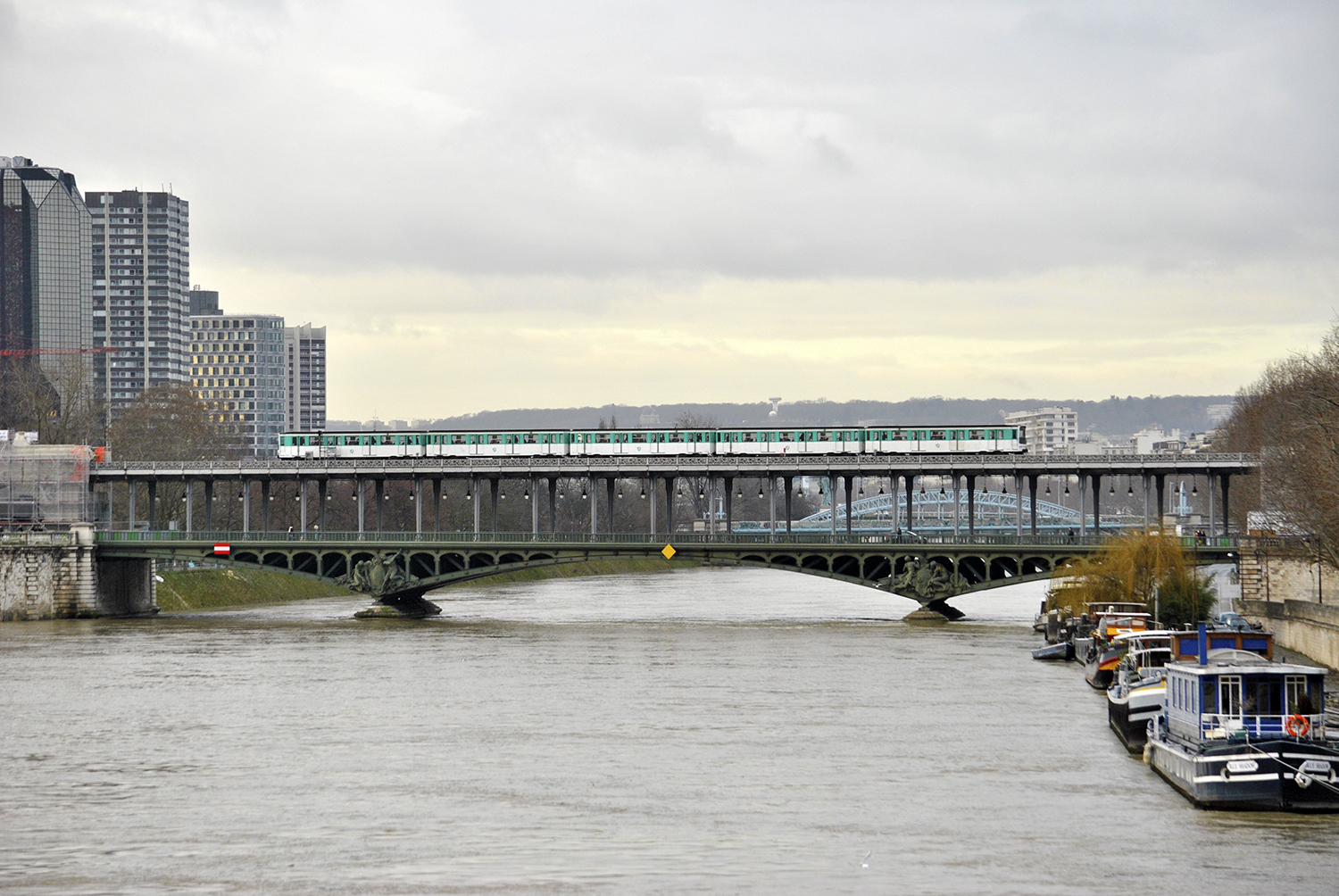
Toa metro chạy qua cầu
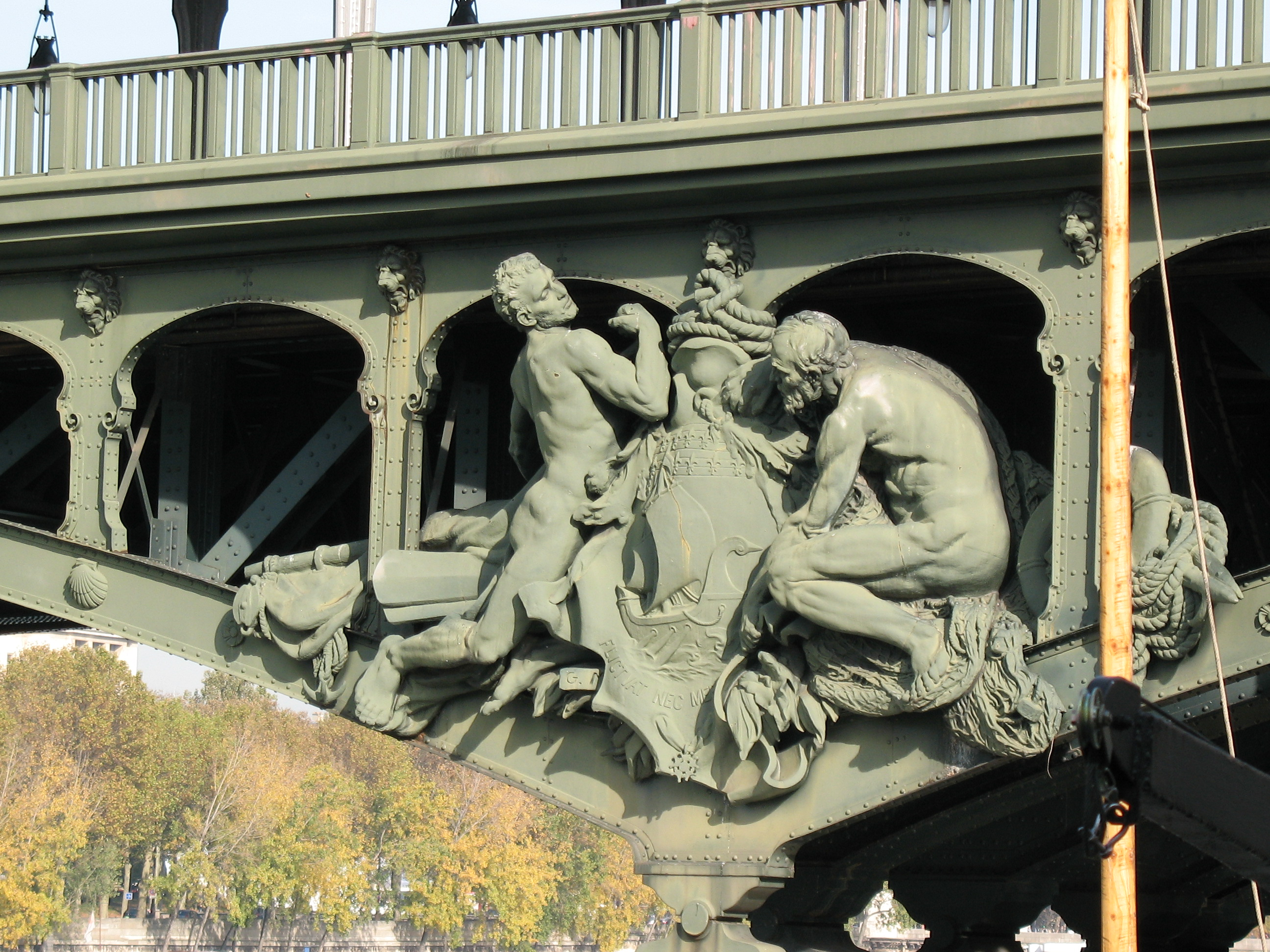
Bức "Les Nautes" của Gustave Michel
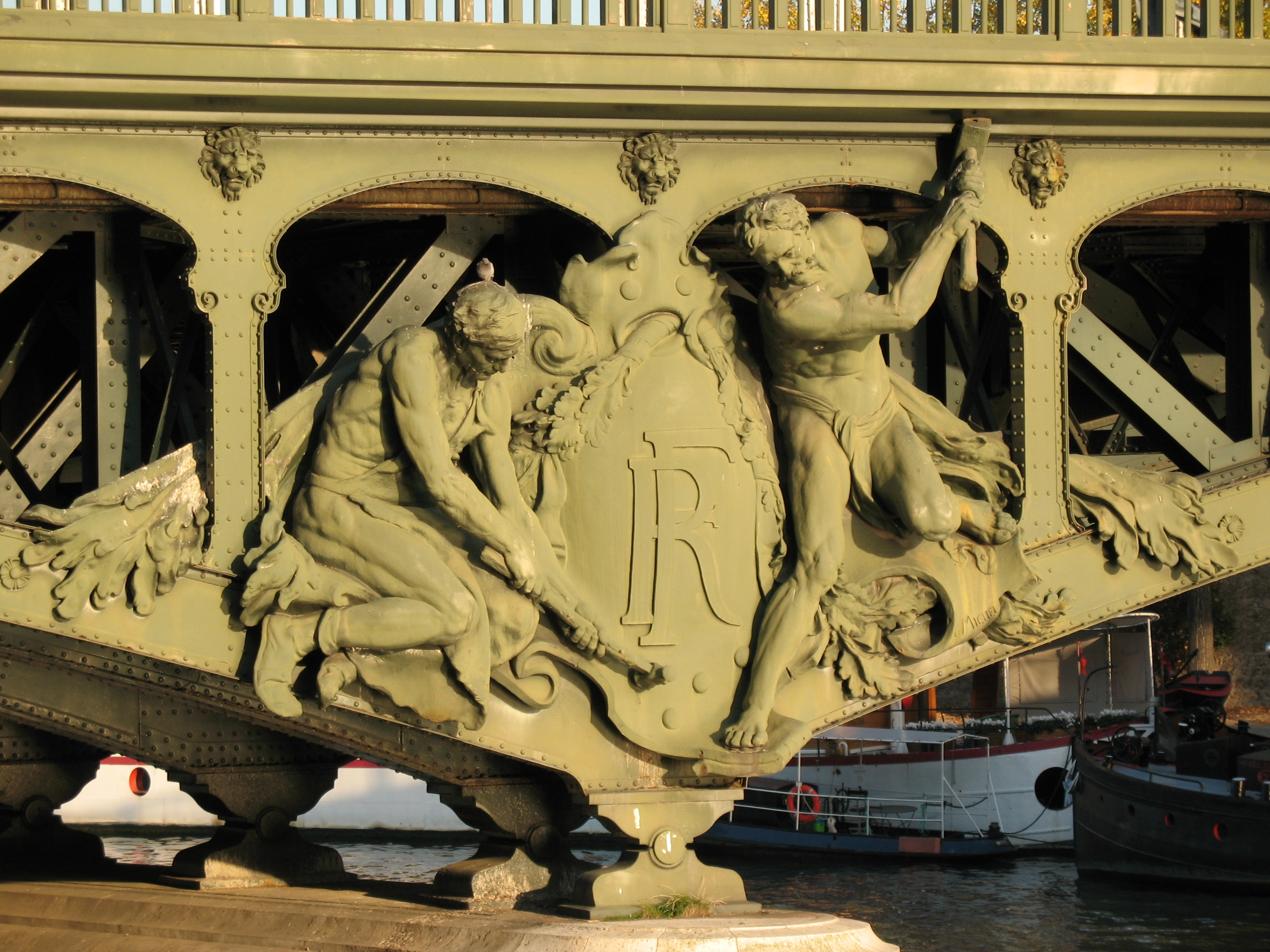
Bức "Les forgerons-riveteurs" của Gustave Michel